# دبليو سي دبليو مونداي نايترو
هذه المقالة هي عن برنامج تلفزيوني. للعبة فيديو أصدرت في عام 1997 أنظر دبليو سي دبليو نايترو (لعبة فيديو). لشاحنة وحشية ترويجية انظر دبليو سي دبليو نايترو (شاحنة).

دبليو سي دبليو مونداي نايترو (بالإنجليزية: WCW Monday Nitro) كان برنامجًا أسبوعيًا أنشئه تد تيرنر وإريك بيشوف يبث مباريات مصارعة المحترفين التي تنتجها منظمة ورلد تشامبيونشيب ريسلينغ. البرنامج بث ليلة الاثنين على قناة تي إن تي حيث بدأ حرب تقديرات ضد البرنامج المنافس دبليو دبليو إي راو الذي تملكه منظمة ورلد ريسلينغ فيدرايشن (دبليو دبليو إف) خلال الفترة من 4 سبتمبر 1995 إلى 26 مارس 2001. لقد توقف إنتاج البرنامج بعد أن بيعت منظمة دبليو سي دبليو لمنظمة دبليو دبليو إف عام 2001.
تسبب بث نايترو لأول مرة في اندلاع حروب ليلة الاثنين، وهي معركة تقديرات بين منظمة دبليو سي دبليو من جهة ومنظمة دبليو دبليو إف استمرت لما يقرب من ست سنوات حيث لجأت كل شركة لخطط منوعة في محاولة للسيطرة على الطرف الآخر. في منتصف عام 1996، بدأ نايترو يحرز تقديرات أفضل من راو استنادًا إلى قوة قصة مجموعة إن دبليو أو، وهي قصة خيالية ساخرة على خلفية تاريخية تتمحور حول فكرة تشكيل مصارعون سابقون من منظمة دبليو دبليو إف لمنظمتهم الفوضوية الخاصة من أجل السيطرة على منظمة دبليو سي دبليو. واصل نايترو تغلبه على راو لمدة 84 أسبوعًا متتالية، ومع ركود قصة إن دبليو أو، وتضائل اهتمام المعجبين، بدأت راو تتغلب على نايترو في التقديرات.
جاءت نقطة التحول لكلا المنظمتين خلال بث حلقة نايترو التي جرت في 4 يناير 1999 حين كشف المعلق توني شيفاني نتائج مباريات راو التي بثت مسجلة لتلك الليلة؛ اعتقد بيشوف، صاحب الفكرة، أن إعطاء نتائج البرنامج المنافس للمشاهدين سيثنيهم من مشاهدته، غير أن عددًا كبيرًا من مشاهدين نايترو المتحمسين لرؤية المصارع المستضعف ميك فولي يفوز ببطولة دبليو دبليو إف غيروا قنواتهم من نايترو إلى قناة راو. ومن ذلك الأسبوع وحتى الأمام، بدأ راو يتغلب على نايترو في التقديرات بمقدار كبير، ولم تعد منظمة دبليو سي دبليو قادرةً على استعادة النجاح الذي تمتعت به مرة واحدة.
وبالإضافة لبثه من مختلف المجالات والمواقع في جميع أنحاء البلاد (مثل مول أمريكا في منيابولس، مينيسوتا، الذي بثت منه الحلقة الأولى من نايترو)، فإن نايترو بث أيضًا من استوديوهات ديزني في أورلاندو في عام 1996. حقوق دبليو سي دبليو الاثنين نايترو تنتمي لدبليو دبليو إي.

## الحلقة الأولى
تم بث الحلقة الأولى من نايترو من مول أمريكا في منيابولس، مينيسوتا. مدة البث كانت ساعةً واحدة عرضت فيها مباريات: بريان بيلمان ضد جوشن ليغر، وريك فلير ضد بطل بطولة الولايات المتحدة للوزن الثقيل دبليو سي دبليو ستينغ، وبطل بطولة دبليو سي دبليو العالمية للوزن الثقيل هولك هوغان ضد بيغ ببَّا روجرز. شهدت الحلقة أيضًا عودة ليكس لوغر إلى دبليو سي دبليو بعد أن أمضى عامين في منظمة دبليو دبليو إف، حيث كان واحدًا من أكبر نجوم المنظمة. كان ظهور لوغر صدمة على الحضور خاصةً لكونه تصارع في دبليو دبليو إف في الليلة السابقة حيث كانت آخر مباراياته مع الشركة. لقد وقع لوغر مع دبليو سي دبليو في صباح ظهوره على الحلقة. صارت الأمسية أصبحت طريقةً لنايترو شعارها «أي شيء يمكن أن يحدث». شهد نايترو في العام التالي خروجًا مماثلًا لحالة لوغر من دبليو دبليو إف كان من نصيب سكوت هول وكيفن ناش.

## هوامش
1. ↑  Powers، Kevin (5 مارس 2012). "The History of WCW". دبليو دبليو إي. مؤرشف من الأصل في 2012-03-20. اطلع عليه بتاريخ 2012-03-28.
2. ↑  Powers، Kevin (7 يونيو 2011). "Recalling Nitro with a BANG!". دبليو دبليو إي. مؤرشف من الأصل في 2019-04-21. اطلع عليه بتاريخ 2012-03-28.

## وصلات خارجية
- دبليو سي دبليو مونداي نايترو على موقع IMDb (الإنجليزية)
- دبليو سي دبليو مونداي نايترو على موقع ميتاكريتيك (الإنجليزية)
- دبليو سي دبليو مونداي نايترو على موقع كينوبويسك (الروسية)
- دبليو سي دبليو مونداي نايترو على موقع قاعدة بيانات الفيلم (الإنجليزية)
- مقدمة دبليو سي دبليو نايترو في عام 1995 على يوتيوب